# Rayyan Baniya
Rayyan Baniya (* 18. Februar 1999 in Bologna) ist ein italienisch-türkischer Fußballspieler.

## Karriere

### Verein
Bis 2016 spielte Baniya in den Jugendverein von FC Modena. Zwischen 2016 und 2018 war er für den Jugendverein von Hellas Verona aktiv. In der Saison 2018/19 verbrachte er auf Leihbasis bei Mantova 1911. Danach wechselte er 2019 als Leihspieler bei AC Renate. Am 1. September 2020 kehrte er als Leihspieler zu Mantova 1911 zurück. Am 22. Juni 2021 unterzeichnete Bamiya ein Vertrag mit Fatih Karagümrük SK. Seit 2023 spielt er für Trabzonspor.

### Nationalmannschaft
Oktober 2023 wurde Baniya zum ersten Mal in die türkische A-Nationalmannschaft für zwei Spiele der UEFA Euro 2024-Qualifikation gegen die kroatische Fußballnationalmannschaft und Lettische Fußballnationalmannschaft berufen.

## Privates
Baniya wurde in Bologna als Sohn eines beninischen Vaters und einer türkischen Mutter geboren. Er besitzt sowohl die italienische als auch die türkische Staatsangehörigkeit.